# Leichtathletik-U18-Asienmeisterschaften 2022
Die 4. Leichtathletik-U18-Asienmeisterschaften (englisch 4th Asian U18 Athletics Championships) fanden vom 13. bis 16. Oktober 2022 im Ahmed Al Rashdan Track & Field Stadium in Kuwait statt.

## Ergebnisse

### Jungen

#### 100 m
| Platz | Athlet                  | Land | Zeit (s) |
| ----- | ----------------------- | ---- | -------- |
| 1     | Puripol Boonson         | THA  | 10,33    |
| 2     | Lee Po-jui              | TPE  | 10,73    |
| 3     | Nwamadi Joel-jin        | KOR  | 10,77    |
| 4     | Yip King Wai            | HKG  | 10,80 PB |
| 5     | Yaqoub Alazemi          | KUW  | 10,85 PB |
| 6     | Wudtipong Kadsarin      | THA  | 10,86    |
| 7     | Chung Tsz Sing          | HKG  | 11,06    |
| 8     | Tameem Mohamed Altemimi | QAT  | 11,15 PB |

Finale: 14. Oktober
Wind: −0,4 m/s

#### 200 m
| Platz | Athlet                       | Land | Zeit (s) |
| ----- | ---------------------------- | ---- | -------- |
| 1     | Puripol Boonson              | THA  | 21,53    |
| 2     | Yaqoub Alazemi               | KUW  | 21,55    |
| 3     | Pengiran Aidil Auf Bin Hajam | MAS  | 21,65 PB |
| 4     | Yip King Wai                 | HKG  | 21,77    |
| 5     | Park Sang-woo                | KOR  | 22,24    |
| 6     | Iwan Teterin                 | KAZ  | 22,25    |
| 7     | Tameem Mohamed Altemimi      | QAT  | 22,34 PB |
| 8     | Huang Weijun                 | SGP  | 22,48    |

Finale: 16. Oktober
Wind: −0,7 m/s

#### 400 m
| Platz | Athlet                                             | Land | Zeit (s) |
| ----- | -------------------------------------------------- | ---- | -------- |
| 1     | Mohammad Sajjad Aghaei                             | IRI  | 48,37    |
| 2     | Jayathilake Praveen Salamuthu                      | SRI  | 48,56    |
| 3     | Rajapaksha Pathiranage Don Avishka Theminda Rajapa | SRI  | 48,70    |
| 4     | Ruslan Litovskii                                   | KGZ  | 49,44    |
| 5     | Ahmad Alenzi                                       | KUW  | 49,61    |
| 6     | Pongsapat Appamate                                 | THA  | 49,97 PB |
| 7     | Nikita Petyakhin                                   | KAZ  | 50,77    |
|       | Sarzil Hasan Khan Zedan                            | BAN  | DQ       |

Finale: 14. Oktober

#### 800 m
| Platz | Athlet                     | Land | Zeit (min) |
| ----- | -------------------------- | ---- | ---------- |
| 1     | Mohamad Hesam Mozafari     | IRI  | 1:53,30    |
| 2     | Chu Lok Yin                | HKG  | 1:53,46 PB |
| 3     | Abdulaziz Khafif           | KUW  | 1:54,55 PB |
| 4     | Faraj Alajeel              | KUW  | 1:58,04    |
| 5     | Hussan Usma                | PAK  | 1:58,30    |
| 6     | Natchapon Srijan           | THA  | 2:00,88    |
| 7     | Anvar Batyrbekov           | KGZ  | 2:01,82    |
| 8     | Bopanna Kalappa Thelapa    | IND  | 2:03,78    |
| 9     | Mohammed Khalid Jameel     | IRQ  | 2:04,23    |
| 10    | Ignatiy Vagenleitner       | KAZ  | 2:13,58    |
|       | Abdulmajeed Yousef Ghafiry | KSA  | DNF        |

15. Oktober

#### 1500 m
| Platz | Athlet                  | Land | Zeit (min) |
| ----- | ----------------------- | ---- | ---------- |
| 1     | Amit Chaudhry           | IND  | 4:04,59    |
| 2     | Sulaiman Assi           | SYR  | 4:06,36    |
| 3     | Aibol Omar              | KAZ  | 4:07,99    |
| 4     | Hussan Usma             | PAK  | 4:10,20    |
| 5     | Kalys Tashtanov         | KGZ  | 4:11,92 PB |
| 6     | Almami Omar Abdulrahman | KSA  | 4:12,09 PB |
| 7     | Saad Alqahtani          | KUW  | 4:16,09 PB |
| 8     | Khusan Kulov            | TJK  | 4:18,90    |

13. Oktober

#### 3000 m
| Platz | Athlet                          | Land | Zeit (min) |
| ----- | ------------------------------- | ---- | ---------- |
| 1     | Abdikani Hamid                  | BRN  | 8:35,76    |
| 2     | Hamad Saleh Alyami              | KSA  | 8:59,01 PB |
| 3     | Zainulabdeen Mokhles Alshamkhee | IRQ  | 9:01,50    |
| 4     | Ibrahim Abdullah Yahya          | IRQ  | 9:02,81    |
| 5     | Issa Aljabali                   | JOR  | 9:02,96    |
| 6     | Sowayed Alajmy                  | KUW  | 9:30,06 PB |
|       | Waleed Al-qaari                 | YEM  | DNF        |

15. Oktober

#### 110 m Hürden
| Platz | Athlet                          | Land | Zeit (s) |
| ----- | ------------------------------- | ---- | -------- |
| 1     | Hsieh Yuan-kai                  | TPE  | 13,65    |
| 2     | Muhammad Fiross Bin Mohd Faizal | MAS  | 13,78    |
| 3     | Brian Bagas Swara               | INA  | 13,90    |
| 4     | Amirossein Zandi                | IRI  | 14,23 SB |
| 5     | Mohammad Bosalha                | KUW  | 14,53 PB |
| 6     | Mohammadreza Mahmoudi Nejad     | IRI  | 14,60 SB |
| 7     | Fahad Alseraj                   | KUW  | 15,02 PB |
| 8     | Ivan Vabishevich                | KGZ  | 15,79    |

Finale: 14. Oktober
Wind: −0,7 m/s

#### 400 m Hürden
| Platz | Athlet                     | Land | Zeit (s) |
| ----- | -------------------------- | ---- | -------- |
| 1     | Lin Yan-kai                | TPE  | 52,23    |
| 2     | Mahamat Abakar Abdrahman   | QAT  | 52,47    |
| 3     | Murad Sirman               | IND  | 53,34    |
| 4     | Abbas Oudah Alkhawaf       | IRQ  | 53,58    |
| 5     | Jerome Sanjay Nishanth     | IND  | 53,72    |
| 6     | Muqtada Ali Ai-hiaich      | IRQ  | 56,16    |
| 7     | Mohammadyasin Golmohammadi | IRI  | 56,93 SB |
| 8     | Abdullah Alenezi           | KUW  | 56,98 PB |

Finale: 15. Oktober

#### 2000 m Hindernis
| Platz | Athlet                     | Land | Zeit (min) |
| ----- | -------------------------- | ---- | ---------- |
| 1     | Mustafa Mohsin Al-khazaali | IRQ  | 5:59,48    |
| 2     | Rinat Kulygin              | KAZ  | 6:04,63 SB |
| 3     | Reza Mostafa Nejad         | IRI  | 6:08,77 SB |
| 4     | Yusef Azariyan             | IRI  | 6:09,04    |
| 5     | Samer al-Yafaee            | YEM  | 6:32,31    |
| 6     | Alkhalifah Ali Zaki        | KSA  | 6:42,09    |
| 7     | Sayed Hassan Alqallaf      | KUW  | 7:02,00    |

16. Oktober

#### Sprint-Staffel (100 m – 200 m – 300 m – 400 m)
| Platz | Land          | Athleten                                                                               | Zeit (s) |
| ----- | ------------- | -------------------------------------------------------------------------------------- | -------- |
| 1     | Indien        | Ashlin Alexander Abhay Singh Abiram P Deepak Singh                                     | 1:55,20  |
| 2     | Thailand      | Thitinun Srijaiwong Wudtipong Kadsarin Puripol Boonson Pongsapat Appamate              | 1:55,82  |
| 3     | Hongkong      | Cheung Wing Lok Chung Tsz Sing Yip King Wai Chu Lok Yin                                | 1:56,82  |
| 4     | Kuwait        | Mohammad Alenezi Yaqoub Alazemi Ahmad Alenzi Abdulaziz Khafif                          | 1:57,85  |
| 5     | Kasachstan    | Maxim Balabin Danil Popow Iwan Teterin Nikita Petjachin                                | 2:00,19  |
| 6     | Saudi-Arabien | Alnasfan Ali Hussain Alqahtani Bader Mubarak Kaabi Nawaf Majed Almandani Anas Mohammed | 2:04,16  |
| 7     | Malediven     | Yoosuf Aish Mohamed Mohamed Minhaal Shamin Ibrahim Naahil Nizaar Hussain Zeek Suad     | 2:04,82  |

16. Oktober

#### Hochsprung
| Platz | Athlet                                    | Land | Höhe (m) |
| ----- | ----------------------------------------- | ---- | -------- |
| 1     | Choi Jin-woo                              | KOR  | 2,21     |
| 2     | Edirisingha Siriwardanalage Deneth Anuhas | SRI  | 2,01     |
| 3     | Gammanage Lesandu Arthavidu               | SRI  | 1,97     |
| 4     | Hussain Nasser Al Duham                   | KSA  | 1,95 PB  |
| 5     | Jasem Alkhulaifi                          | KUW  | 1,95 PB  |
| 6     | Yara Altafi                               | IRI  | 1,95 SB  |
| 7     | Ayham Al Hosni                            | OMA  | 1,89     |
| 8     | Parsa Shadnia                             | IRI  | 1,85     |
| 9     | Daryn Tokay                               | KAZ  | 1,85     |
| 10    | Abdulaziz Edress                          | KUW  | 1,70     |

15. Oktober

#### Stabhochsprung
| Platz | Athlet                      | Land | Höhe (m)      |
| ----- | --------------------------- | ---- | ------------- |
| 1     | Seifeldin Heneida Abdesalam | QAT  | 5,10 CR NU20R |
| 2     | Arshia Mosadeghi            | IRI  | 5,00          |
| 3     | Kuldeep Kumar               | IND  | 4,80          |
| 4     | Maxim Balabin               | KAZ  | 4,50          |
| 5     | Ali Akbar Al-taie           | IRQ  | 4,45          |
| 6     | Tew Ci Yi Enoch             | SGP  | 4,20          |
| 7     | Abdulaziz Alatar            | KUW  | 4,00 PB       |
|       | Hamad Arab                  | KUW  | NM            |
|       | Alqassab Ali Ghassan        | KSA  | NM            |

13. Oktober

#### Weitsprung
| Platz | Athlet                         | Land | Weite (m) |
| ----- | ------------------------------ | ---- | --------- |
| 1     | Abdullah Alazemi               | KUW  | 7,34 PB   |
| 2     | Siraphob Bunyuak               | THA  | 7,11      |
| 3     | Pak Yu Yiu                     | HKG  | 7,00 PB   |
| 4     | Jaber Ali Al-jalahma           | QAT  | 6,92      |
| 5     | Reuben Valen Samen Anak Wellie | MAS  | 6,87      |
| 6     | Carrim Razwin Sanjay           | SRI  | 6,77      |
| 7     | Wong Chun Lung                 | HKG  | 6,65      |
| 8     | Ibrahim Naahil Nizaar          | MDV  | 6,59      |
| 9     | Alnasfan Ali Hussain           | KSA  | 6,47      |
| 10    | Ayham Al Hosni                 | OMA  | 5,98      |
|       | Saleh Alkhabbaz                | KUW  | NM        |

16. Oktober

#### Dreisprung
| Platz | Athlet               | Land | Weite (m) |
| ----- | -------------------- | ---- | --------- |
| 1     | Ng Tak Sing          | MAS  | 14,62     |
| 2     | Farid Gharanjik      | IRI  | 14,35 SB  |
| 3     | Bakheet Sami Mousa   | KSA  | 14,26 PB  |
| 4     | Alnasfan Ali Hussain | KSA  | 14,21 PB  |
| 5     | Cheung Wing Lok      | HKG  | 14,08     |
| 6     | Hamad Saeed          | KUW  | 12,57     |

14. Oktober

#### Kugelstoßen
| Platz | Athlet                   | Land | Weite (m) |
| ----- | ------------------------ | ---- | --------- |
| 1     | Akash Yadav              | IND  | 19,37     |
| 2     | Djibrine Adoum Ahmat     | QAT  | 19,01     |
| 3     | Siddharth Choudhary      | IND  | 19,00     |
| 4     | Husain Alnasser          | KUW  | 18,98     |
| 5     | Bin Ali Bader Naji       | KSA  | 18,42     |
| 6     | Ahn Sang-jun             | KOR  | 17,75     |
| 7     | Abdulaziz Alqllaf        | KUW  | 16,39     |
| 8     | Mohammad Hossein Sezavar | IRI  | 16,22     |

13. Oktober

#### Diskuswurf
| Platz | Athlet                   | Land | Weite (m) |
| ----- | ------------------------ | ---- | --------- |
| 1     | Atul                     | IND  | 56,23     |
| 2     | Servan KC                | IND  | 55,91     |
| 3     | Djibrine Adoum Ahmat     | QAT  | 53,75     |
| 4     | Abas Mehrab Pour         | IRI  | 50,59     |
| 5     | Bader Naji Bin Ali       | KSA  | 50,37 PB  |
| 6     | Hassan Mubarak Al Ahsaee | KSA  | 48,79 PB  |
| 7     | Khalid Saed Al-haj       | QAT  | 47,01     |
| 8     | Husain Alnasser          | KUW  | 46,73     |

16. Oktober

#### Hammerwurf
| Platz | Athlet              | Land | Weite (m) |
| ----- | ------------------- | ---- | --------- |
| 1     | Mahdi Haft Cheshmeh | IRI  | 68,30 SB  |
| 2     | Mohd Aman           | IND  | 67,03     |
| 3     | Ali Alhendal        | KUW  | 64,90     |
| 4     | Talal Alrushoud     | KUW  | 62,69 PB  |
| 5     | Khaled Buhaimed     | KUW  | 60,54     |

15. Oktober

#### Speerwurf
| Platz | Athlet             | Land | Weite (m) |
| ----- | ------------------ | ---- | --------- |
| 1     | Huang Chao-hong    | TPE  | 80,40 PB  |
| 2     | Arjun              | IND  | 70,98     |
| 3     | Himanshu Mishra    | IND  | 67,67     |
| 4     | Kittipong Janduang | THA  | 59,53     |
| 5     | Nurdaulet Maman    | KAZ  | 55,48 SB  |
| 6     | Redhwan Munassar   | YEM  | 52,27     |
| 7     | Rakan Alhalawa     | KUW  | 51,61     |

14. Oktober

#### Zehnkampf
| Platz | Athlet                     | Land | Punkte  |
| ----- | -------------------------- | ---- | ------- |
| 1     | Nodir Norbaev              | UZB  | 6934 PB |
| 2     | Sina Afshinfar             | IRI  | 6417    |
| 3     | Sajjad Ahmed Al Alkhazali  | KSA  | 5674 PB |
| 4     | Ivan Sening                | KAZ  | 5487 SB |
| 5     | Osama Alali                | SYR  | 5323    |
| 6     | Ibrahim Mohammed Alayqanah | KSA  | 5161    |
| 7     | Bader Alattar              | KUW  | 4980 PB |
| 8     | Fun Le Cong Lucas          | SGP  | 1661    |

13./14. Oktober

### Mädchen

#### 100 m
| Platz | Athletin              | Land | Zeit (s) |
| ----- | --------------------- | ---- | -------- |
| 1     | Valentine Lonteng     | INA  | 11,69    |
| 2     | Athicha Phetkun       | THA  | 12,01 PB |
| 3     | Li Tsz To             | HKG  | 12,15 PB |
| 4     | Yang Mei-mei          | TPE  | 12,22    |
| 5     | Cheuk Man Serena Tang | HKG  | 12,22 PB |
| 6     | Chanapha Ratcha       | THA  | 12,28    |
| 7     | Marija Schuwalowa     | KAZ  | 12,40 SB |
| 8     | Mariyam Ru’ya Ali     | MDV  | 12,78 PB |

Finale: 14. Oktober
Wind: −0,2 m/s

#### 200 m
| Platz | Athletin              | Land | Zeit (s) |
| ----- | --------------------- | ---- | -------- |
| 1     | Valentine Lonteng     | INA  | 24,06    |
| 2     | Athicha Phetkun       | THA  | 24,48    |
| 3     | Li Tsz To             | HKG  | 24,79    |
| 4     | Suwimol Srathienthong | THA  | 24,87    |
| 5     | Yang Mei-mei          | TPE  | 25,01    |
| 6     | Marija Schuwalowa     | KAZ  | 25,07 SB |
| 7     | Ruthika Saravanan     | IND  | 25,12    |
| 8     | Melina Esmaeili       | IRI  | 25,35 SB |

Finale: 16. Oktober
Wind: −1,7 m/s

#### 400 m
| Platz | Athletin                 | Land | Zeit (s) |
| ----- | ------------------------ | ---- | -------- |
| 1     | Hoàng Thị Ánh Thục       | VIE  | 55,03    |
| 2     | Isha Rajesh Jadhav       | IND  | 56,16    |
| 3     | Anushka Dattatray Kumbah | IND  | 57,36    |
| 4     | Suchaya Khamdaengdee     | THA  | 58,66 PB |
| 5     | Angkana Thongtae         | THA  | 60,38    |
| 6     | Zinah Ahmed Altaie       | IRQ  | 62,00    |
| 7     | Sarah Fadhil Suwaed      | IRQ  | 62,47    |

14. Oktober

#### 800 m
| Platz | Athletin                                           | Land | Zeit (min) |
| ----- | -------------------------------------------------- | ---- | ---------- |
| 1     | Ashakiran Barla                                    | IND  | 2:06,79    |
| 2     | Wickramasinghe Mudiyanselage Kasuni Nirmali Wickra | SRI  | 2:15,42    |
| 3     | Mutiara Oktarani Nurul Al Pasha                    | INA  | 2:15,73    |
| 3     | Narjis Hussein Suwaed                              | IRQ  | 2:33,34    |
|       | Naya Abbas                                         | SYR  | DNS        |

15. Oktober
Nach einer Entscheidung des Kampfgerichts wurde die Bronzemedaille an zwei Athletinnen vergeben.

#### 1500 m
| Platz | Athletin          | Land | Zeit (min) |
| ----- | ----------------- | ---- | ---------- |
| 1     | Nguyễn Khánh Linh | VIE  | 4:51,61    |
| 2     | Piyapat Pongsapan | THA  | 4:58,82    |

13. Oktober

#### 3000 m
| Platz | Athletin          | Land | Zeit (min) |
| ----- | ----------------- | ---- | ---------- |
| 1     | Arina Gladyschewa | KAZ  | 10:09,76   |
| 2     | Sunita Devi       | IND  | 10:34,07   |

15. Oktober

#### 5000 m Bahngehen
| Platz | Athletin          | Land | Zeit (min) |
| ----- | ----------------- | ---- | ---------- |
| 1     | Sabrina Arziyeva  | KAZ  | 27:35,44   |
| 2     | Maryam Al-qaimary | JOR  | 34:40,10   |

13. Oktober

#### 100 m Hürden
| Platz | Athletin                 | Land | Zeit (s) |
| ----- | ------------------------ | ---- | -------- |
| 1     | Chloe Pak Hoi Man        | HKG  | 14,02 PB |
| 2     | Sabita Toppo             | IND  | 14,17    |
| 3     | Irene-li Lai             | TPE  | 14,24    |
| 4     | Kristina Yermola         | KAZ  | 14,55    |
| 5     | Derin Bakhtyar Ali       | IRQ  | 14,64    |
| 6     | Alisar Youssef Almohamad | SYR  | 16,72    |
| 7     | Reham Alotaibi           | KUW  | 20,42    |
| 8     | Haleemah Naseeb          | KUW  | 20,52    |

14. Oktober
 Wind: −0,8 m/s

#### 400 m Hürden
| Platz | Athletin               | Land | Zeit (s) |
| ----- | ---------------------- | ---- | -------- |
| 1     | Nazanin Fatemeh        | IRI  | 61,03 SB |
| 2     | Anastassiya Koloda     | KAZ  | 61,52 SB |
| 3     | Yi Bo-an               | TPE  | 62,40    |
| 4     | Yekaterina Koloda      | KAZ  | 62,58 SB |
| 5     | Koh Shun Yi Audrey     | SGP  | 67,05 PB |
|       | Chen Chang Rong Claire | SGP  | DNF      |

15. Oktober

#### 2000 m Hindernis
| Platz | Athletin            | Land | Zeit (min) |
| ----- | ------------------- | ---- | ---------- |
| 1     | Dilshoda Usmanova   | UZB  | 6:55,41 CR |
| 2     | Ekta Pradeep Dey    | IND  | 7:15,53    |
| 3     | Setayesh Aminiyazdi | IRI  | 7:16,69    |
| 4     | Sakshi Sargar       | IND  | 7:50,72    |
|       | Aruzhan Altybay     | KAZ  | DNF        |

16. Oktober

#### Sprint-Staffel (100 m – 200 m – 300 m – 400 m)
| Platz | Land       | Athletinnen                                                                     | Zeit (s) |
| ----- | ---------- | ------------------------------------------------------------------------------- | -------- |
| 1     | Indien     | Sabita Toppo Ruthika Saravanan Anushka Dattatray Kumbah Isha Rajesh Jadhav      | 2:12,18  |
| 2     | Thailand   | Chanapha Ratcha Athicha Phetkun Suwimol Srathienthong Suchaya Khamdaengdee      | 2:14,38  |
| 3     | Hongkong   | Jia Wai Yin Chloe Pak Hoi Man Cheuk Man Serena Tang Li Tsz To                   | 2:17,97  |
| 4     | Kasachstan | Lidija Safonowa Kristina Jermola Marija Schuwalowa Anastassija Koloda           | 2:18,16  |
| 5     | Irak       | Derin Bakhtyar Ali Narjis Hussein Suwaed Sarah Fadhil Suwaed Zinah Ahmed Altaie | 2:30,35  |

16. Oktober

#### Hochsprung
| Platz | Athletin                        | Land | Höhe (m) |
| ----- | ------------------------------- | ---- | -------- |
| 1     | Barnoxon Sayfullayeva           | UZB  | 1,84     |
| 2     | Alina Tschistjakowa             | KAZ  | 1,73 SB  |
| 3     | Bùi Thị Kim Anh                 | VIE  | 1,73     |
| 4     | Shiu Yu-hsien                   | TPE  | 1,69     |
| 4     | Kim Ji-yeon                     | KOR  | 1,69     |
| 6     | Asal Aligholi                   | IRI  | 1,60     |
| 6     | Faina Meirmanova                | KAZ  | 1,60     |
| 8     | Kaluarachchige Sithuli Sadithya | SRI  | 1,60     |
|       | Jawan Alsarraf                  | KUW  | NM       |

14. Oktober

#### Stabhochsprung
| Platz | Athletin                 | Land | Höhe (m) |
| ----- | ------------------------ | ---- | -------- |
| 1     | Maria Andriani Melabessy | INA  | 3,90 PB  |
| 2     | Vanshika Ghanghas        | IND  | 3,70     |
| 3     | Jasmina Mansurova        | UZB  | 3,60     |
| 4     | Nitika Anup Akare        | IND  | 3,40     |
| 5     | Arina Marchenko          | KAZ  | 3,40     |
| 6     | Elmira Kabirova          | KAZ  | 3,20     |

16. Oktober

#### Weitsprung
| Platz | Athletin                   | Land | Weite (m) |
| ----- | -------------------------- | ---- | --------- |
| 1     | Sharifa Davronova          | UZB  | 6,06 PB   |
| 2     | Mubssina Mohamm            | IND  | 5,91      |
| 3     | Jia Wai Yin                | HKG  | 5,81      |
| 4     | Xushnoza Shavkatova        | UZB  | 5,78      |
| 5     | Hà Thị Thúy Hằng           | VIE  | 5,73 PB   |
| 6     | Divyasri                   | IND  | 5,64      |
| 7     | Diljara Chaibullina        | KAZ  | 5,51 SB   |
| 8     | Nesa Moradigarousi         | IRI  | 5,48      |
| 9     | Nethmika Madushani Herath  | SRI  | 5,47      |
| 10    | Ho Tsz Lam                 | HKG  | 5,40 PB   |
| 11    | Adellia Lola Miranda Deffi | INA  | 5,37      |
| 12    | Kanchana Charurat          | THA  | 5,33      |
| 13    | Sara Althaher              | KUW  | 4,66      |

13. Oktober

#### Dreisprung
| Platz | Athletin                           | Land | Weite (m) |
| ----- | ---------------------------------- | ---- | --------- |
| 1     | Sharifa Davronova                  | UZB  | 13,23     |
| 2     | Xushnoza Shavkatova                | UZB  | 12,23     |
| 3     | Divyasri                           | IND  | 12,15     |
| 4     | Hà Thị Thúy Hằng                   | VIE  | 12,05 PB  |
| 5     | Panisara Jadsadangkun Na Ayutthaya | THA  | 12,01 PB  |
| 6     | Diljara Chaibullina                | KAZ  | 11,99     |
| 7     | Olga Ovsekova                      | KAZ  | 11,93     |
| 8     | Zhong Chuhan                       | SGP  | 11,21     |
| 9     | Maryam Mobarak                     | KUW  | 10,29 PB  |

15. Oktober

#### Kugelstoßen
| Platz | Athletin               | Land | Weite (m) |
| ----- | ---------------------- | ---- | --------- |
| 1     | Chiang Ching-yuan      | TPE  | 17,82 PB  |
| 2     | Park So-jin            | KOR  | 16,89 PB  |
| 3     | Elaheh Alizadeh        | IRI  | 14,92 SB  |
| 4     | Muna Raed Al-janabi    | IRQ  | 11,02     |
| 5     | Roqaya Alfahad Alfahad | KUW  | 10,95 PB  |

16. Oktober

#### Diskuswurf
| Platz | Athletin                   | Land | Weite (m) |
| ----- | -------------------------- | ---- | --------- |
| 1     | Chiang Ching-yuan          | TPE  | 45,42     |
| 2     | Im Chae-yeon               | KOR  | 44,21     |
| 3     | Nikita Kumari              | IND  | 44,14     |
| 4     | Anisha                     | IND  | 43,60     |
| 5     | Bent Alhuda Ibrahim Khalaf | IRQ  | 30,76     |

14. Oktober

#### Hammerwurf
| Platz | Athletin           | Land | Weite (m) |
| ----- | ------------------ | ---- | --------- |
| 1     | Kim Tae-hui        | KOR  | 59,24     |
| 2     | Melika Norouzi     | IRI  | 57,85     |
| 3     | Mahdis Minaei Pour | IRI  | 54,02     |
| 4     | Tsai Tzu-yen       | TPE  | 52,76     |
| 5     | Jamelah Alajmi     | KUW  | 23,76     |

13. Oktober

#### Speerwurf
| Platz | Athletin      | Land | Weite (m) |
| ----- | ------------- | ---- | --------- |
| 1     | Chu Pin-hsun  | TPE  | 52,70 PB  |
| 2     | Deepika       | IND  | 50,15     |
| 3     | Yang Seok-ju  | KOR  | 48,61 PB  |
| 4     | Mana Hosseini | IRI  | 47,71 SB  |
| 5     | Song Chae-eun | KOR  | 44,84     |
| 6     | Zainab Alajmi | KUW  | 17,57     |
|       | Lyana Mustafa | SYR  | DNS       |

15. Oktober

#### Siebenkampf
| Platz | Athletin                | Land | Punkte  |
| ----- | ----------------------- | ---- | ------- |
| 1     | Alina Tschistjakowa     | KAZ  | 4737 SB |
| 2     | Mubssina Mohamm         | IND  | 4730    |
| 3     | Elnaz Mousaei           | IRI  | 4501    |
| 4     | Anna Chikalova          | UZB  | 4427 PB |
| 5     | Anastassiya Tsvirkunova | KAZ  | 4186    |

15./16. Oktober